# Borja Iglesias
Borja Iglesias Quintas (Santiago de Compostela, 1993. január 17. –) spanyol válogatott labdarúgó, a Real Betis csatárja.

## Pályafutása

### Klubcsapatokban
Iglesias a spanyolországi Santiago de Compostela városában született. Az ifjúsági pályafutását a Valencia és a Roda csapataiban kezdte, majd 2011-ben a Villarreal akadémiájánál folytatta.
2013-ban mutatkozott be a Celta Vigo tartalék, majd 2014-ben az első osztályban szereplő felnőtt csapatában. A 2017–18-as szezonban a másodosztályú Zaragozánál játszott kölcsönben. 2018-ban az Espanyol csapatához igazolt. Először a 2018. augusztus 18-ai, Celta Vigo ellen 1–1-es döntetlennel zárult mérkőzésen lépett pályára. Első gólját 2018. augusztus 26-án, a Valencia ellen 2–0-ra megnyert találkozón szerezte meg.
2019. augusztus 14-én a Real Betis szerződtette. 2019. augusztus 18-án, a Valladolid ellen 2–1-re elvesztett bajnokin debütált. 2019. szeptember 24-én, a Levante ellen hazai pályán 3–1-re megnyert mérkőzésen megszerezte első gólját a klub színeiben. A 2021–22-es spanyol kupában 8 mérkőzésen 5 gólt szerzett, így elnyerte a Copa del Rey gólkirályi címét.

### A válogatottban
2022-ben debütált a spanyol válogatottban. Először a 2022. szeptember 24-ei, Svájc ellen 2–1-re elvesztett mérkőzés 63. percében, Marco Asensiot váltva lépett pályára.

## Statisztikák
2023. április 9. szerint
| Klub                  | Szezon   | Osztály          | Bajnokság | Bajnokság | Kupa és Ligakupa | Kupa és Ligakupa | Nemzetközi | Nemzetközi | Összesen | Összesen |
| Klub                  | Szezon   | Osztály          | Meccs     | Gól       | Meccs            | Gól              | Meccs      | Gól        | Meccs    | Gól      |
| --------------------- | -------- | ---------------- | --------- | --------- | ---------------- | ---------------- | ---------- | ---------- | -------- | -------- |
| Celta Vigo            | 2014–15  | La Liga          | 1         | 0         | 0                | 0                | —          | —          | 1        | 0        |
| Celta Vigo            | 2015–16  | La Liga          | 0         | 0         | 1                | 0                | —          | —          | 1        | 0        |
| Celta Vigo            | Összesen | Összesen         | 1         | 0         | 1                | 0                | 0          | 0          | 2        | 0        |
| Zaragoza (kölcsönben) | 2017–18  | Segunda División | 41        | 22        | 2                | 1                | —          | —          | 43       | 23       |
| Espanyol              | 2018–19  | La Liga          | 37        | 17        | 6                | 3                | —          | —          | 43       | 20       |
| Espanyol              | 2019–20  | La Liga          | 0         | 0         | 0                | 0                | 3          | 3          | 3        | 3        |
| Espanyol              | Összesen | Összesen         | 37        | 17        | 6                | 3                | 3          | 3          | 46       | 23       |
| Real Betis            | 2019–20  | La Liga          | 35        | 3         | 2                | 0                | —          | —          | 37       | 3        |
| Real Betis            | 2020–21  | La Liga          | 28        | 11        | 4                | 2                | —          | —          | 32       | 13       |
| Real Betis            | 2021–22  | La Liga          | 33        | 10        | 8                | 5                | 10         | 4          | 51       | 19       |
| Real Betis            | 2022–23  | La Liga          | 26        | 12        | 2                | 0                | 6          | 0          | 34       | 12       |
| Real Betis            | Összesen | Összesen         | 122       | 36        | 16               | 7                | 16         | 4          | 154      | 47       |
| Összesen              | Összesen | Összesen         | 201       | 75        | 25               | 11               | 19         | 7          | 245      | 93       |

### A válogatottban
| Válogatott    | Év       | Pályára lépés | Gól |
| ------------- | -------- | ------------- | --- |
| Spanyolország | 2022     | 1             | 0   |
| Spanyolország | 2023     | 1             | 0   |
| Összesen      | Összesen | 2             | 0   |

## Sikerei, díjai
- Real Betis
  - Spanyol kupa: 2021–22

- Bayer 04 Leverkusen
  - Német bajnok: 2023–24
  - Német kupa: 2023–24

Egyéni
- A spanyol kupa gólkirálya: 2021–22 (5 góllal)
- A La Liga – Hónap játékosa: 2022 augusztus[11]